# Nicolae Fleva
Nicolae Fleva (n. 1840, Râmnicu Sărat, Principatele Unite, Țara Românească – d. 4 august 1920, Jideni, Râmnicu-Sărat, România) a fost politician, jurnalist și avocat român. Cunoscut în special pentru implicarea sa în incidente politice și pentru un patriotism declarat, care se învecinează cu demagogia, el a testat toate formulele politice pe care le-a permis sistemul bicameral din România. Activitatea sa în sfera publică a inclus o prezență îndelungată în Adunarea Deputaților și un mandat de primar al municipiului București între 1884 și 1886.

## Biografie

### Origini și cariera timpurie
Viitorul politician s-a născut la Râmnicu Sărat într-o familie din mica boierime. A fost un descendent al coloniștilor greci, care probabil au sosit în regiunea Buzău în timpul erei fanariote. Tatăl său, Teodorache Fleva, era proprietarul moșiei Șocariciu. A avut o soră, Cleopatra (căsătorită Tabacopol), a cărei fiică Alexandrina s-a căsătorit cu Ion Istrați, aghiotant al regelui Carol I între 1892 și 1897.
În tinerețe, Nicolae Fleva a urmat Colegiul Sfântul Sava din București și a absolvit Facultatea de Drept la Universitatea din Napoli (1867). După întoarcerea în țară, Fleva a petrecut o perioadă ocupându-se de moșia sa din județul Putna, fiind interesat de agricultură și creșterea cailor: a fost jurat în concursuri de arat la târgurile locale și a primit o medalie de argint pentru iapa sa Diditia. Fleva a introdus cursele de trap profesioniste  în România și a primit o mențiune pentru contribuția sa la acest sport.
Pe lângă construirea unei cariere juridice, el devenind unul dintre cei mai de succes profesioniști din domeniul juridic din anii 1870, Fleva și-a creat un stil politic extrem de neconvențional. Descris de contemporani ca având o voce caldă și învăluitoare, el s-a bazat pe o retorică cu tema patriotică și se spunea că poate vorbi patru ore fără întrerupere. A ținut discursuri electorale național-liberale în fața unor obiective patriotice, cum ar fi statuia lui Mihai Viteazu din fața Universității. Cu timpul, Fleva a devenit cunoscut susținătorilor săi ca Tribunul, sau variații ale acestei porecle. În 2011, jurnalista Maria Apostol l-a numit "una dintre cele mai controversate figuri politice din istoria României". Fleva însuși nu s-a preocupat de resentimentele colegilor săi față de comportamentul său, cugetarea sa devenind faimoasă în epocă: "Prefer să-mi fac dușmani care mă stimează decât amici care mă disprețuiesc".

### Disputa dintre liberali și Carol I
Una dintre primele cauze care l-a implicat pe Fleva, ca tânără figură în opoziția liberal-republicană, a fost disputa dintre liberali și monarhul României, Domnitorul Carol de Hohenzollern. Tribunul a fost ales pentru prima dată în Adunare în alegerile generale din 1870, reprezentând județul Putna. El s-a afirmat în acea legislatură susținând că alegerile pentru consiliile orășenești și municipale au fost falsificate și i-a felicitat pe aceia care, precum Nicolae Moret Blaremberg, au denunțat politica prim-ministrului Manolache Costache Epureanu.
Fleva a fost din nou trimis în Adunarea Legislativă după alegerile din 1871, dar de data aceasta a reprezentat județul Muscel. Locul lui a fost contestat de un politician rival, Potoceanu: la începutul anului 1875, chiar înainte de alegerile programate, plenul Adunării a decis să-l înlăture pe Fleva din funcția de deputat.

### Arestarea din 1875 și coaliția "Mazar Pașa"
Ulterior, Fleva a jucat un rol în efortul de a uni o singură opoziție liberală împotriva conservatorismului primului ministru  Lascăr Catargiu și a altor lideri politici apropiați de  Carol. Pe atunci, mișcarea liberală bazată pe București și-a extins baza, ajungând la diferite cluburi liberale indecise.  În curând s-au alăturat principalele facțiuni anti-Catargiu: un curent moderat, condus de Ion Ghica și Mihail Kogălniceanu; Nicolae Ionescu și "fracționiștii" lui din estul Moldovei și un grup de foști conservatori precum Epureanu. Primul rezultat al efortului lor a fost o gazetă politică, Alegătorul Liber. Fleva făcea parte din Comitetul de redacție, care cuprindea aproape toată conducerea liberală (cu excepția lui C. A. Rosetti), și l-a angajat pe tânărul jurnalist satiric Ion Luca Caragiale ca editor.
Sprijiniți de oratoria lui Fleva și de expunerea în Alegătorul Liber, gruparea coalizată a intrat cu încredere în cursa alegerilor din 1875. Momentul a degenerat în confuzie națională, după ce susținătorii celor două părți au organizat o bătălie și un agent electoral pro-Catargiu a fost ucis în public. Autoritățile l-au arestat pe Fleva acuzându-l că a instigat populația și l-au închis timp de o lună la închisoarea Văcărești. Întâmpinat de "o mulțime în delir", el a participat la apărarea cu succes a poetului anti-conservator Alexandru Macedonski, care s-a confruntat cu acuzații similare.
Semnarea unui acord comercial dintre România și Austro-Ungaria, vecinul ei protecționist de la nord-vest, a înfuriat pe liberalii anti-austrieci până la punctul în care a apărut o conspirație liberală.  În acest moment, fracțiunile liberale au găsit sprijinul lui Stephen "Mazar Pașa" Lakeman, care, ca un supus loial al Regatului Britanic, ar fi intenționat să îndepărteze România de angajamentele sale austriece. Fleva a fost implicat personal în negocierile prezidate de Lakeman, care au dus la formarea unui singur partid național-liberal. Numele lui figurează printre cei 25 de membri ai Comitetului de conducere al partidului, pe o listă publicată de Românul lui Rosetti în iunie 1875.
A urmat o iarnă a agitației național-liberale, cu planuri reînnoite pentru o Republică Română, apoi o înțelegere între cele două părți, mediată de șeful poliției române, Ion Bălăceanu. Nicolae Fleva a revenit ca deputat național-liberal în alegerile anticipate din 1876 și a fost reconfirmat în 1879.
Noul premier, Ion Brătianu, l-a promovat pe Fleva într-o poziție de influență în partid: cu Eugeniu Stătescu și Mihail Pherekyde, Fleva a controlat campania la nivel local împotriva non-liberalilor. Cu deputatul Pantazi Ghica, el a organizat o prelungită anchetă parlamentară pentru  activitățile foștilor miniștri. Din iulie până în decembrie 1876, Comisia Informativă a vizitat țara, verificând aproximativ 140 de dosare de corespondență secretă, organizând căutări la domiciliu și publicând un raport de 964 de pagini. În acea perioadă, el a colectat sprijinul pentru
o moțiune împotriva lui Catargiu, pentru daune, după ce Catargiu a stârnit revoltele din București. Astfel de inițiative au stingherit pe cei mai mulți liberali moderați (conduși de Kogălniceanu și Epureanu), au supărat presa conservatoare și au fost în cele din urmă învinse în Parlament.
În ciuda faptului că a fost angajat în centrul politicii liberale, Fleva l-a apărat pe fostul ministru al educației Titu Maiorescu, fondatorul grupului conservator Junimea. Comisia specială a lui Fleva a investigat acuzația făcută de liberalul Andrei Vizanti că Maiorescu ar fi risipit banii statului dând burse în străinătate unor tineri, iar votul lui Fleva a fost în favoarea lui Maiorescu.  În acele luni, Fleva a participat, de asemenea, la dezbaterea aprinsă despre reglementarea comerțului cu grâu între România și Imperiul Rus. Împotriva poziției deținută de Catargiu și împotriva vocilor din propriul partid, Fleva a sugerat că cererea Rusiei pentru statutul celei mai favorizate națiuni este acceptabilă.

### O nouă generație liberală și alegeri la primărie

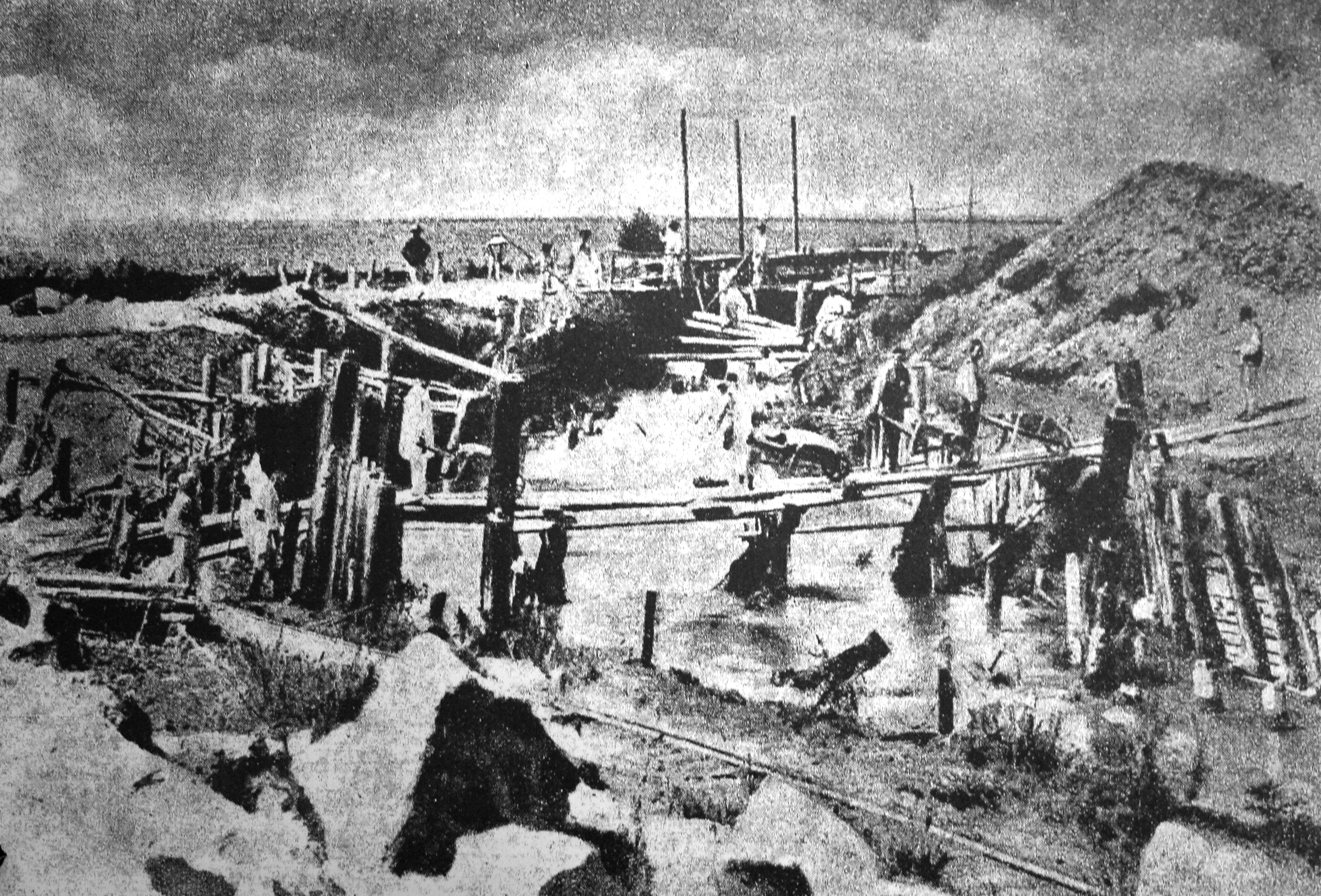
Sistematizarea râului Dâmbovița, ca. 1881–1886

Mandatul lui Fleva ca deputat a coincis cu evenimente istorice legate de războiul ruso-turc și de independența românească. La 9 mai 1877, l-a interpelat pe ministrul de externe Kogălniceanu despre atacul rus asupra Imperiului Otoman; Kogălniceanu a confirmat faptul că România se considera independentă față de Poartă prin celebra  declarație "Suntem independenți, suntem națiune de sine stătătoare". Deși pentru unii asta a însemnat că România a fost independentă de la 9 mai, această discuție a fost mai degrabă un preambul al declarației reale de independență din 10 mai.
După ce s-a prezentat și în alegerile pentru Consiliul Comunal București, Fleva a devenit unul dintre cei trei asistenți ai primarului C. A. Rosetti, al cărui mandat a coincis cu primul an al războiului din România. De asemenea, Fleva, Carada, Stătescu și alți membri ai fracțiunii lui Rosetti au fost aleși ofițeri ai "Gărzii Cetățenești", o organizație paramilitară. Activitatea lor a fost raportată cu îngrijorare de către gazeta conservatoare Timpul: "Garda orășenească [...], după prima ei constituire în un corp armat cu comandanți aleși de către înșiși ea, toți ofițeri improvizați purtând grade și însemne semimilitare și chiar însemne culese din timpuri de revoluțiuni, oficieri fără nici o știință militară, fără de disciplină și fără nici un titlu [...] nu numai că nu înfățișa nici o garanție de securitate, dar, ce e mai mult, putea să devie la un moment dat un element periculos de perturbațiune socială".
În jurul anului 1880, când polul anti-liberal s-a organizat în Partidul Conservator, Fleva a fost identificat de adversarii săi ca fiind principalul exponent al unei noi ideologii și moralități național-liberale. Scriind pentru Timpul, poetul și eseistul naționalist conservator Mihai Eminescu a agitat pasiunile cu critica sa radicală a acestui grup în curs de dezvoltare, numindu-l pe Fleva alături de Pherekyde și alții ca "străini" și dușmani ai dezvoltării naționale. Într-unul din pamfletele sale, publicat în august 1882, Eminescu folosește analogia pentru a sugera că cabinetul din umbra al lui Pherekyde era rușinos de anti-național: "Oameni buni! Ce-ați zice voi dacă pe cancelarul Germaniei l-ar chema Pherekydes, pe miniștri Carada, Fleva și Chirițopol [...] ce ați zice, c-un cuvânt, dacă într-o țară în care pe toată lumea o cheamă Meyer și Müller, tot ce e deasupra sa clasă guvernantă ar fi străin? Ce-ați zice? Ticălos popor, ați zice, osândit a munci ca vita pentru a hrăni străini, străini și iarăși străini".
După cum notează cărturarul Marius Turda, obiecțiile au fost parțial justificate, deoarece noua generație a adus cu ea mai puțină credibilitate și mai multă corupție. Fleva ar fi putut chiar să fie parțial responsabil pentru înlăturarea lui Eminescu din funcția de bibliotecar, în momentul în care PNL a început pentru prima dată să evalueze loialitatea funcționarilor publici. Xenofobia extinsă a lui Eminescu a provocat neliniște în cercurile conservatoare, deoarece mulți lideri conservatori erau de origine greacă sau de altă natură.
A urmat o perioadă în care agitația republicană s-a reînnoit, pe parcursul căreia Nicolae Fleva s-a situat de partea cu politicile revoluționare. În 1883, când membrii partidului său sperau să obțină demisia regelui Carol, el a informat publicul despre dreptul la revoluție. Discursul său a fost revizuit în 2012 de către Codrin Liviu Cuțitaru ca o interpretare greșită clasică a acestui principiu, deoarece acesta a validat o "stare de revoltă" permanentă printre cei care s-au simțit privați de drepturi. Poziția lui Fleva în calitate de deputat a fost reconfirmată în alegerile naționale din 1883 și din nou în 1884. Tribunul avea fieful său în București iar în urma alegerilor locale din 1884 a devenit primar al Bucureștiului. El a beneficiat de retragerea lui  Eugeniu Stătescu, ajungând astfel primul pe lista electorală a PNL. Fleva nu a înlocuit un primar activ, ci a preluat locul de la un comitet interimar prezidat de M. Török.
Echipa de consilieri a lui Fleva a inclus 6 personalități publice, printre care și inginerul civil Grigore Cerchez și viitorul primar Ion Dobrovici. Echipa s-a concentrat pe salubrizarea râului Dâmbovița, dar pentru că lucrările de canalizare și de regularizare a albiei Dâmboviței nu dădeau rezultate, Fleva a apelat la ajutorul inginerului englez William Lindley. La inspecție, Lindley a sfătuit să nu folosească Dâmbovița ca aprovizionare cu apă, chiar dacă au fost instalate filtre.

### Opoziția unită

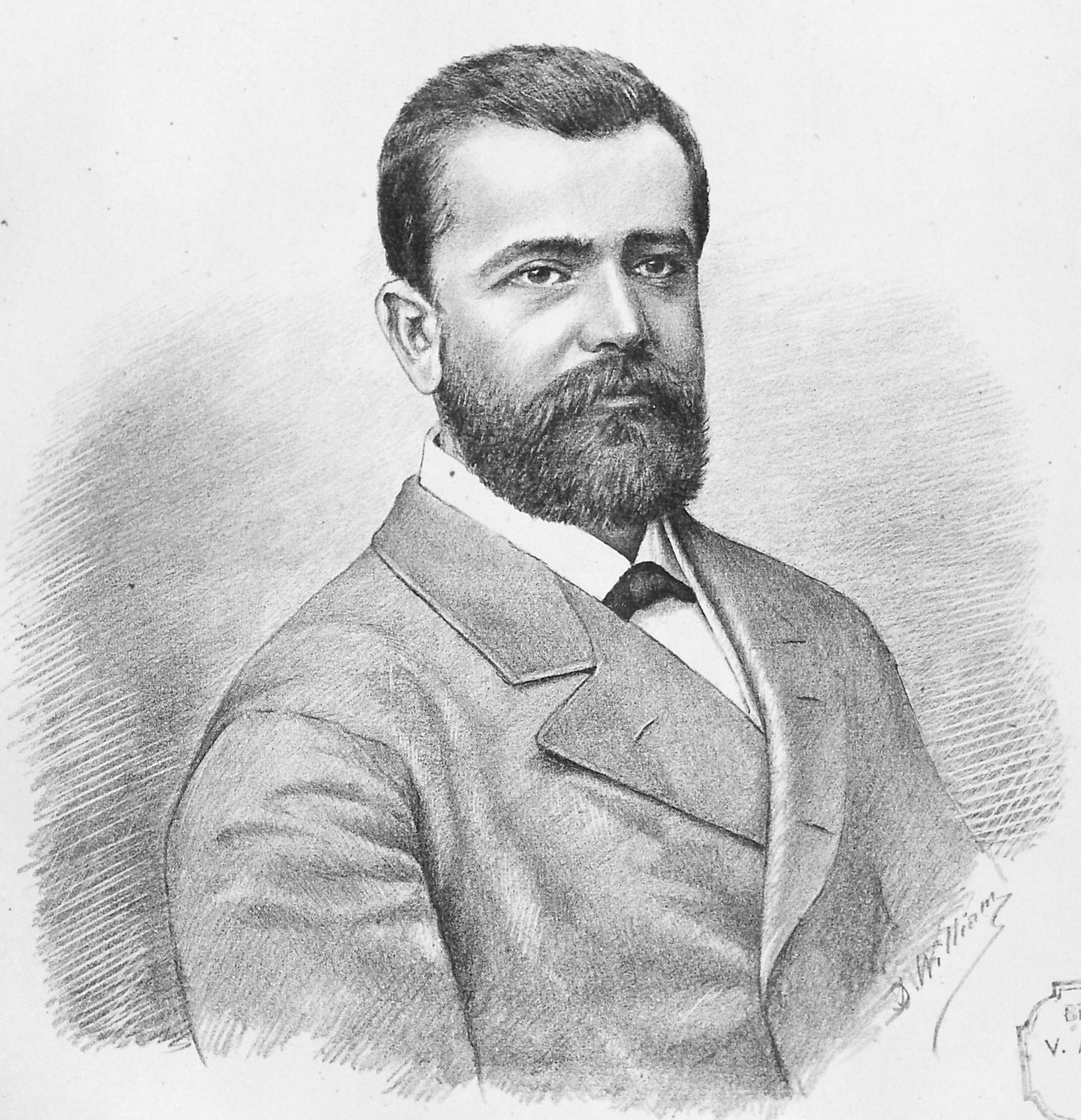
Nicolae Fleva în anul 1881, litografie

Perioada lui Fleva în politica PNL s-a încheiat în timp ce era încă primar, sub cabinetul lui Ion Brătianu. Cunoscut adversarilor săi ca "Vizirul", prim-ministrul a fost pentru un timp necontestat în partidul său, marginalizând pe cel mai puternic rival, C. A. Rosetti. Ion Brătianu s-a confruntat chiar cu opoziția fratelui său, Dimitrie Brătianu. Acesta din urmă a preluat campania lui Rosetti pentru sufragiul universal al bărbaților, dar, spre deosebire de radicalii lui Rosetti, a sprijinit suprareprezentarea clasei de mijloc a României. Fleva s-a numărat printre  militanții partidului care l-au acuzat pe prim-ministru de conducere dictatorială și pe regele Carol că a creat un clientelism politic în asociere cu Ion Brătianu.
Curând Fleva a devenit principala voce acuzatoare, producând dovezi care au incriminat doi politicieni național-liberali: Emil Costinescu și Pherekyde. Acesta din urmă, un abil pistolar, l-a provocat pe Fleva la duel cu pistolul, rănindu-i mâna dreaptă. Cearta personală a lui Fleva cu Brătianu a atins un vârf cu un alt duel. Brătianu a fost cel care l-a provocat pe Fleva, când acesta din urmă a descris cabinetul său ca o colecție de "umbre"; Fleva a ratat ținta iar glonțul lui Brătianu l-a atins aproape de inimă.
Despărțirea de PNL a dus la nașterea unui nou conglomerat politic, numit "Partidul Liberal Conservator": conservatorii, alături de gruparea Liberalii Sinceri, plus "fracționiștii" moldoveni, având drept organ de presă ziarul "România". Problemele politice au continuat. Monarhul, care acum avea încredere în Brătianu mai mult decât în orice alt politician, refuza să-și aplice prerogativele.
Cu fostul inamic Catargiu, Fleva a semnat un manifest împotriva lui Carol, în care se referea la posibilitatea unei rebeliuni anti-monarhice. Cu un ton disperat, cele două facțiuni unite au început să se refere la doctrinarii național-liberal ca la "colectiviști". Fleva a fost implicat personal în nașterea blocului "Opoziția Unită" - el și Dimitrie Brătianu se numărau printre liderii recunoscuți ai acestei noi mișcări. Fleva a discutat, de asemenea, cu Junimea, gruparea interioară conservatoare, întâlnindu-se cu purtătorul acesteia de cuvânt, Alexandru Marghiloman. Alături de Dimitrie Brătianu și de alții din "Opoziția Unită", a participat la Galați la agitația împotriva guvernului, spunând jurnaliștilor că alegerile au fost mereu fraudate. În 1886, fracțiunea sa s-a alăturat altor foști liberali, printre care Constantin C. Arion și Take Ionescu. Cu Ionescu și cu tânărul conservator [[Nicolae Filipescu]î, Fleva a creat un club politic de scurtă durată, "Liga Rezistenței" (1888), dar Ionescu s-a îndreptat curând spre Partidul Conservator.
În calitate de primar, Nicolae Fleva s-a remarcat pentru amenajarea Pieței Sfântul Anton (în apropiere de Hanul lui Manuc) și inaugurarea localului băilor Eforiei (astăzi fosta clădirea a Primăriei sectorului 5 de pe b-dul Elisabeta), și pentru donarea terenului Băneasa unde arhitectul I.D. Berindei a construit un modern hipodrom. În timpul mandatului său, în București s-au finalizat 1.190 de case, inclusiv zeci de clădiri cu două, trei sau patru etaje. Unii au descris totuși aceste lucruri drept realizări neimportante; istoricul literar Ioana Pârvulescu rezumă mandatul său cu cuvintele "nu a făcut nimic", în timp ce, potrivit lui Apostol, Fleva "nu a lăsat nici o urmă asupra modului în care s-a dezvoltat Bucureștiul".  Administrația sa a început cu un buget de 8.500.000 franci francezi, dar suma colectată a scăzut la 7.660.000 până în 1885 și s-a stabilizat la 7.807.000 în 1886. În cele din urmă, Fleva și-a prezentat demisia în aprilie 1886, invocând dezacorduri cu Consiliul Local și cu liderii Poliției. El a elaborat și a propus, fără succes, o reformă a legii cu privire la atributele prefecților.

### Revoltele 1887–1888

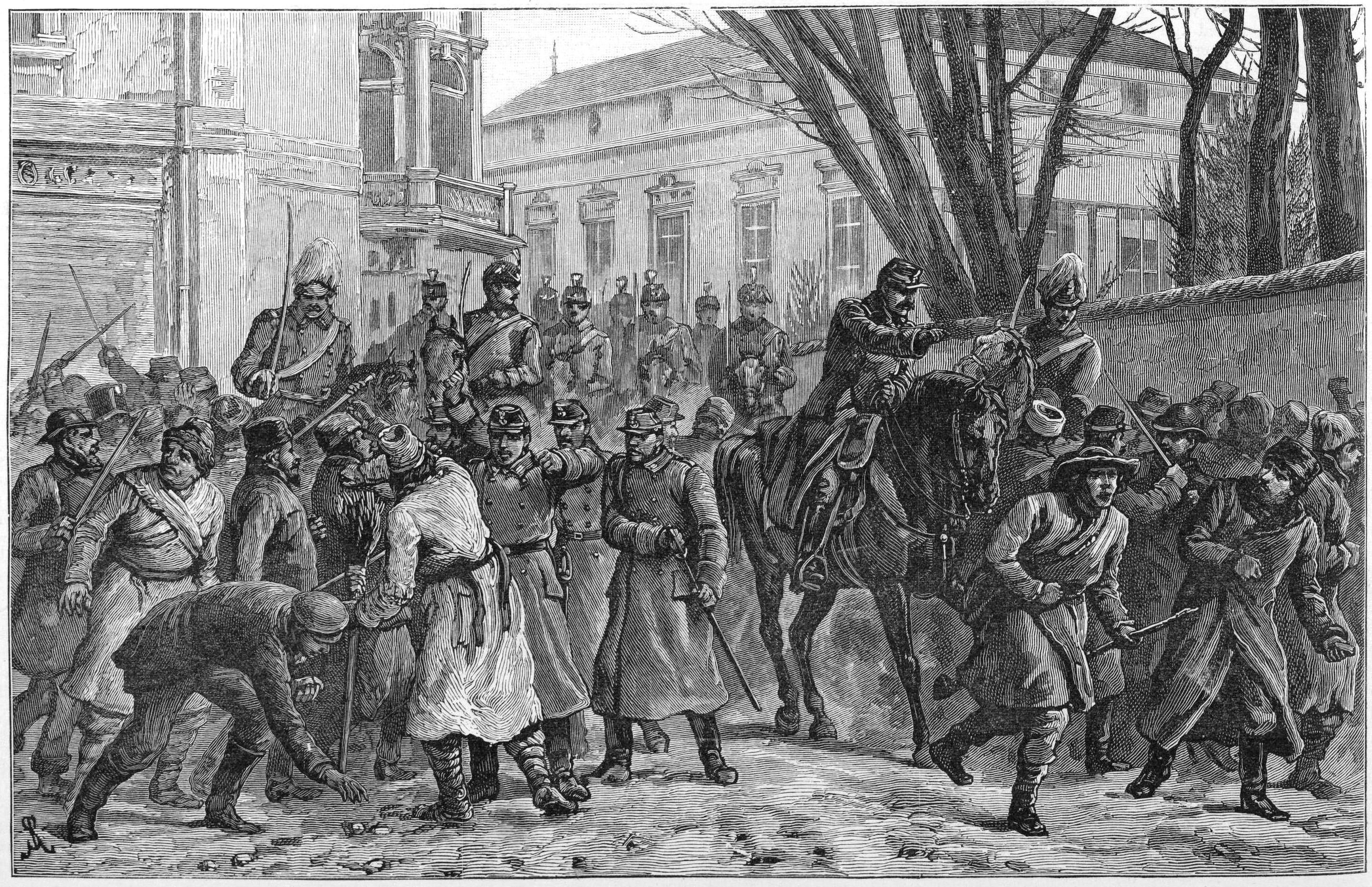
Revoltă în București: Dispersarea protestatarilor pe stradă. The Illustrated London News, 14 aprilie 1888

În 1887, el a cerut din nou public regelui Carol să nu susțină agenda lui Ion Brătianu. A înregistrat o victorie personală demonstrând Adunării Legislative că executivul a băgat în buzunarul lui mari sume rezervate pentru construirea sistemului fortificat al Bucureștiului. După alegerile contestate pentru consiliul municipal din Galați, guvernul a urmărit în justiție ca instigatori pe: Catargiu, Dimitrie Brătianu și George D. Vernescu. Fleva făcea parte din echipa de apărare (cu Nicolae Moret Blaremberg, Petre Grădișteanu, Alexandru Lahovary, Alexandru Djuvara, George D. Pallade etc.); la 18 decembrie 1887, judecătorul i-a achitat pe toți acuzații. Fleva, Blaremberg și Ioan Lahovary l-au apărat, de asemenea, și pe republicanul George Panu în confruntarea legală cu regele (în ziarul său Lupta, Panu publicase broșura Opoziției Unite "Un om periculos", unde Carol a fost ținta principală). Au pierdut procesul și Panu a fost condamnat  la doi ani de închisoare.
Începutul alegerilor electorale din 1888 a adus o situație explozivă. Toate forțele de opoziție, inclusiv grupul lui Fleva, și-au atins majoritatea obiectivelor electorale, chiar dacă guvernul a rămas în vigoare. La 14 martie, când Carol s-a întors de la o vizită făcută în Berlin (pentru înmormântarea împaratului Wilhelm), Fleva, cu Catargiu, Blaremberg și alții, au instigat o revoltă care a început la Sala Orfeu din București. Sub supravegherea lor, mulțimea care încearca să ocupe clădirea și să o transforme într-un fief anti-guvernamental a găsit accesul blocat de oameni pro-guvernamentali (soldați, jandarmi, polițiști sau pur și simplu militanți național liberali). Se produce o învălmășeală în centrul orașului, o mică delegație a intrat în vechiul palat regal cerând ca regele să renunțe la Brătianu. Regele a privit, impasibil.
Evenimentele au fost privite cu uimire de terțe părți la Junimea. Bătrânul Petre P. Carp a raportat oroarea sa văzând soldați atacându-i pe oameni care nu au făcut "absolut nimic". Protestul Opoziției Unite din 15 martie, care l-a acuzat pe Brătianu de efectuarea unui "masacru", a fost semnat de junimiștii Marghiloman și Iacob Negruzzi dar n-a fost semnat de Carp. În aceeași zi, toate forțele de opoziție au organizat un marș de doliu spre Cameră însă din nou drumul a fost baricadat de forțele armate. Deputaților li s-a permis accesul în hol, dar ceremonia a fost întreruptă atunci când unul dintre ușierii Camerei a fost împușcat mortal cu o pușcă sau un pistol. Deputații au intrat în panică înainte ca trupele să intervină iar Carp este găsit lângă cadavru apostrofându-l pe ministrul liberal Dimitrie Sturdza. O versiune a evenimentului, susținută de jurnalistul și memorialistul  Constantin Bacalbașa, indică o conspirație guvernamentală. Potrivit lui Bacalbașa, oamenii lui I. Brătianu l-au plătit pe sergentul Silaghi pentru a-și îndrepta arma spre Fleva; ușierul a fost împușcat accidental.
În cele din urmă, Fleva și Filipescu au fost arestați. Fleva a fost acuzat de incitare la revolte și chiar suspectat de crimă: poliția a afirmat că a fost găsită o armă asupra persoanei sale, însă alte rapoarte afirmă că nici unul dintre deputați nu era înarmat. Carp însuși a luat poziție împotriva acțiunilor guvernamentale, denunțând o încercare de acoperire.

### Cabinetul Theodor Rosetti

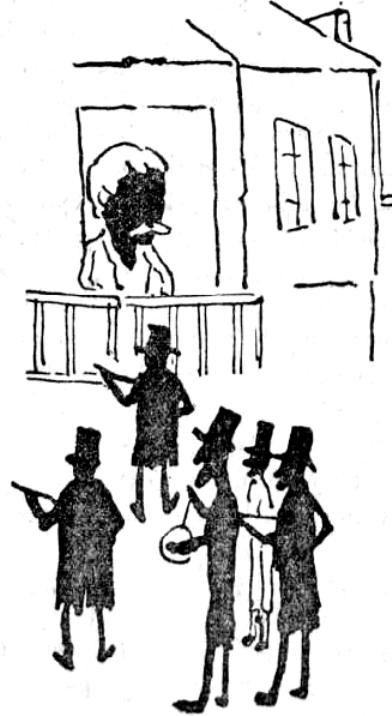
Constantin Jiquidi, Cor de negri, 1888 desen în ziarul conservator Epoca. Fleva, George D. Pallade și alți disidenți liberali îi fac o serenadă decanului Lascăr Catargiu

În scurt timp, un cabinet în principal junimist condus de Theodor Rosetti urma să preia conducerea. Aceasta a fost propria alegere a prim-ministrului lui Carol: regele a recunoscut criza național-liberală, dar a refuzat cu fermitate să urmeze agenda Opoziției Unite. Fleva a fost eliberat cu promptitudine din Văcărești și, din nou, a ajuns în fața mulțimilor entuziaste. În curând au urmat noi tulburări. Țăranii din Câmpia Bărăganului s-au revoltat, crezând că Rosetti are de gând să renunțe la reforma agrară național-liberală. Atacul lor asupra proprietății private a fost pedepsit sever de autorități.v
Ulterior, Nicolae Fleva a fost abordat de Carp cu o ofertă pentru portofoliul Internelor. Legenda spune că a existat o dezbatere între ei, referitoare la sfințenia votului liber, pe care guvernele aflate de la putere au avut tendința de a-l ignora. Fleva a acceptat oferta inițială a lui Carp, cu condiția să organizeze alegeri libere; replica a fost: "Alegeri libere, nu! Dar alegeri adevărate!" Cotidianul pro-conservator România Liberă, al cărui redactor Duiliu Zamfirescu era un critic pasionat al lui Fleva, a sugerat că era un prag de nedepășit în ambele doctrine și interese, între cele două foste părți ale Opoziției Unite: "De o parte sunt junimiștii cu liberalii-conservatori cu tinerii conservatori, susținând guvernul și ținând ușa deschisă la toți oamenii de treabă, cari prin o apropiere de idei voesc să lucreze la o adeverată consolidare a statului și la o reală propașire a societății românești; de altă parte, se găsesc colectiviștii biruiți, cari fac ochi dulci tuturor liberalilor, ce combat giuvernul, numească-se dânșii chiar Fleva, Panu, Grădișteanu și Dim. Brătianu. Ca să-și refacă o forță, ei sunt în stare a se încuscri chiar cu dușmanii cei mai neîmblânziți de ieri."
Fleva însuși a recunoscut că a avut loc despărțirea: lăsând în urmă Opoziția Unită, s-a prezentat ca independent la alegerile din 1888 pentru primăria Municipiului București. Un număr de bresle locale, inclusiv mișcarea de cooperare a lui Dimitrie C. Butculescu, l-au sprijinit în acest efort, dar el a terminat pe un îndepărtat loc trei; conservatorul Pache Protopopescu a fost câștigătorul zilei. În turul doi al alegerilor Adunării a câștigat un loc la Prahova, într-o alianță loială cu PNL, anunțând reconcilierea cu I. Brătianu.
Încet, Fleva s-a întors în curtea Național Liberală. În 1890, el a votat împotriva judecării lui I. Brătianu pentru pretinsa gestionare defectuoasă a țării, precum și împotriva propunerii lui Panu de a restabili Liga Rezistenței. Fleva și D. Brătianu s-au reîntors în comitetul directoral național-liberal. Fleva a fost candidatul național-liberal la Adunarea Deputaților în alegerile din ianuarie 1891. El a câștigat al doilea loc disponibil pentru acea circumscripție.
Reîntoarcerea lui Fleva la doctrina național liberală a fost facilitată de moartea lui I. Brătianu în 1891. El a fost convins de noul lider al partidului, Dimitrie Sturdza, și de platforma sa, "Programul de la Iași" (noiembrie 1892). A promis să sprijine introducerea treptată a votului universal al bărbaților și a reprezentării proporționale.. Cu toate acestea, Fleva nu a reușit să-l convingă pe Sturdza că partidul ar trebui să vină la putere prin revoltă. Regele Carol a sprijinit cu fermitate administrația conservatoare, condusă din nou de Catargiu. În cele din urmă, premierul Catargiu a fost denunțat de Fleva că a ordonat reprimarea ziarului republican, Adevărul.

### Ministru de Interne

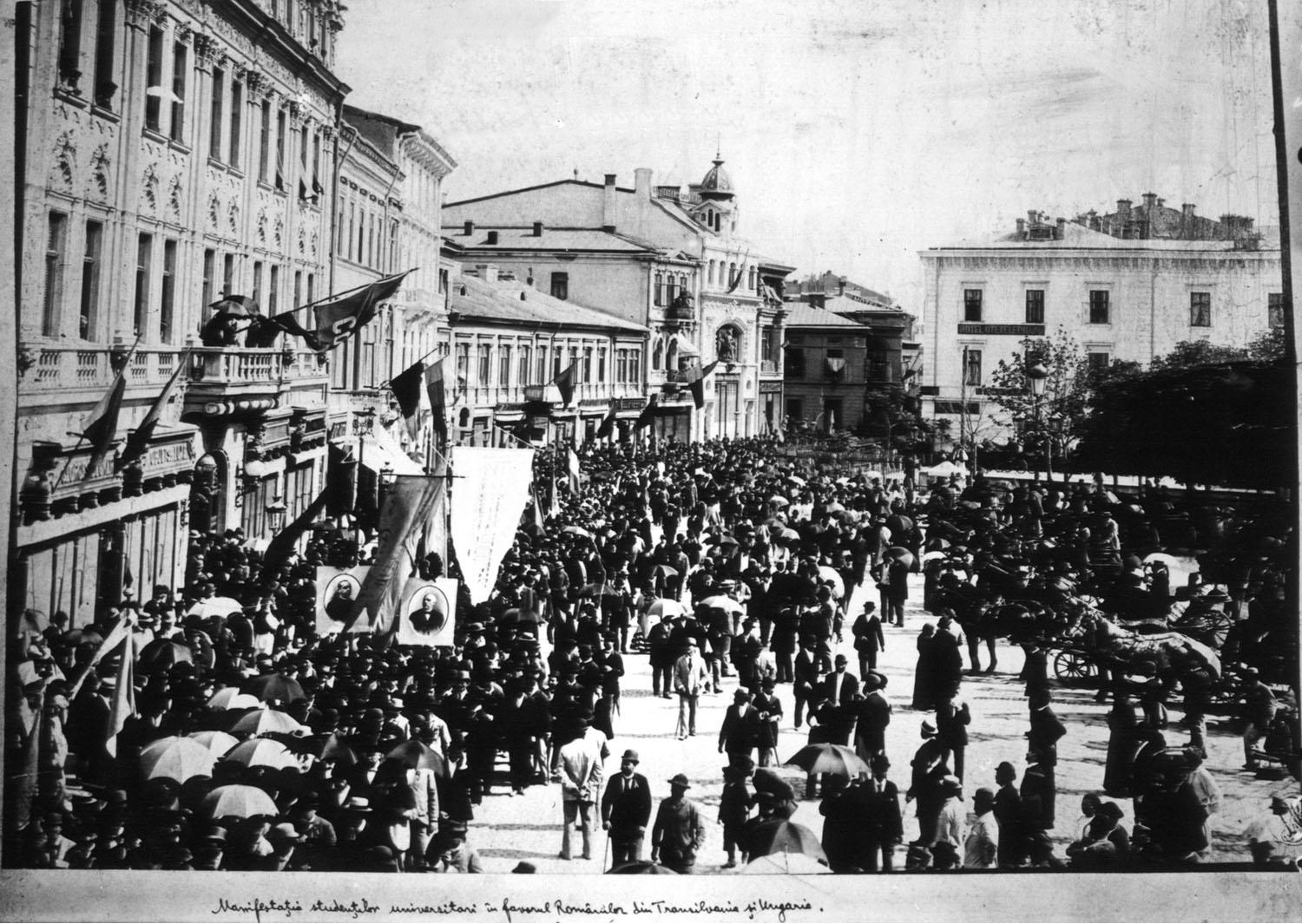
Manifestația studenților universitari în favoarea românilor din Transilvania și Austro-Ungaria, 1892, Piața Teatrului, București

În acea perioadă, Fleva s-a interesat în special de soarta românilor care locuiau în Transilvania sau în alte părți ale Austro-Ungariei, mulți dintre ei plângându-se de abuzurile guvernamentale și politicile de maghiarizare (Memorandumul Transilvaniei). Reprezentând România la un congres de pace la Roma, Fleva a vorbit pozitiv cu privire la cerințele elevilor transilvăneni români și a obținut de la reprezentantul internațional o rezoluție care favorizează respectarea drepturilor naționale.  A dezvoltat relații cu Partidul Național Român din Ungaria și Transilvania și cu Liga pentru Unitatea Culturală a tuturor Românilor, fiind un invitat special la banchetul lor din 1894 din București. Tot în acel an, Fleva a donat cărți românilor din regiunea Bucovina, prin intermediul Societății pentru Literatură și Cultură Română.
În decembrie 1894 Fleva a pierdut în mod drastic alegerile pentru vicepreședintele Adunării. A avut o relație notoriu de tensionată cu Eugeniu Carada, care, în calitate de consilier economic național-liberal, a ajutat la înființarea Băncii Naționale a României. În februarie 1894, Fleva l-a deranjat pe Carada, candidând pentru funcția de cenzor al Băncii Naționale, cu sprijinul conservatorilor și junimiștilor.  La fel ca ceilalți deputați național-liberali, Fleva a respins ultra-capitalista Lege a Mineritului, adoptată de majoritatea conservatoare. El s-a distanțat de acei deputați care au demisionat în semn de protest împotriva proiectului de lege: atunci când și-a dat demisia, ea a fost respinsă de prietenii săi conservatori, inclusiv de Filipescu.
La 4 octombrie 1895, Fleva a preluat conducerea Afacerile Interne, în cadrul cabinetului național liberal prezidat de Dimitrie Sturdza. După ce a fost numit de Carol, guvernul a trebuit să fie confirmat de alegeri și, potrivit unor surse, Fleva și-a servit idealul democratic, asigurându-se că alegerile din 1895 au fost fără fraudă.
În acea perioadă, demagogia lui Nicolae Fleva așa cum era percepută, a fost un subiect de amuzament: pictorul-aristocrat Eugen N. Ghika-Budești a publicat desene ale lui Fleva, arătându-l drept un Marcus Tullius Gracchus Fleva Pupuli Tribunus. De asemenea, Fleva a fost o țintă principală a celebrului satirist Ion Luca Caragiale, în Alegătorul Liber. Caragiale a ridiculizat pretenția că mandatul ministerial al lui Fleva a fost un episod al libertății electorale, zugrăvindu-l pentru posteritate drept patologic în limbuția sa. Fleva lui Caragiale se epuizează vorbind despre clerici, jandarmi, protecționismul lingvistic și "poporul suveran".
Implicarea lui Fleva în cauze populare s-a transforma într-o responsabilitate. Reintegrarea sa de către Partidul Național Liberal a împărțit efectiv mișcarea în două facțiuni concurente: "Fleviștii" sau "Partidul Liberal Democrat" au reprezentat votul burgheziei și a clasei de mijloc; "Sturdziștii" au adunat în principal proprietari de terenuri și bancheri.
Potrivit unora, lupta lui Fleva împotriva abuzului guvernamental a fost ceea ce a cauzat căderea lui în timpul remanierii cabinetului, la doar trei luni după victoria electorală. C. Bacalbașa notează că Fleva a atras mai întâi ostilitatea colegilor săi atunci când a inspectat și pedepsit prejudiciul făcut de reprezentanții guvernului în satul Spineni. Sturdza a interpretat aceasta ca o lipsă de loialitate și ziarul liberal Voința Națională  a publicat acuzații despre comportamentul său atât în public, cât și în cel privat.  În ceea ce era un gest fără precedent, Titu Maiorescu, care devenise lider al opoziției, denunța astfel de insulte din tribuna Adunării.

### Scandalul Fodder și scindarea din 1897
Fleva s-a confruntat în cele din urmă cu acuzații că, în timp ce era în funcție, s-a implicat în secret în contrabandă cu fân. Iepurescu, un reprezentant al județului Giurgiu, a făcut o interpelare în Camera Deputaților, punând la îndoială dispozițiile ministrului de a importa masiv fân din străinătate în ciuda sfaturilor specialiștilor români. Unii, începând cu Maiorescu, s-au întrebat dacă Iepurescu însuși era un om de caracter. Fleva a cerut să-și prezinte versiunea cu un discurs în Parlament, programat pentru 13 ianuarie 1896. La 12 ianuarie, Sturdza a confirmat că Fleva și-a pierdut funcția. Atunci când Adunarea  a început să pregătească proceduri pentru a-l elimina, Fleva s-a înfuriat, denunțând Partidul Național Liberal ca o organizație ocultă.
A doua zi, în locul pro-domo-ului programat, Adunarea i-a înregistrat demisia. Fondează ziarul independent Dreptatea în paginile căruia își duce lupta contra guvernului liberal. La începutul anului 1896, el l-a atacat pe Sturdza pentru politica externă, creând un scandal cu privire la sponsorizarea selectivă a școlilor aromâne din Balcani. În campania sa anti-Sturdza, Fleva s-a apropiat de grupurile socialiste. Unii socialiști s-au alăturat fracțiunii sale, dar alții l-au condamnat pentru că nu susțineau adoptarea imediată a votului universal.

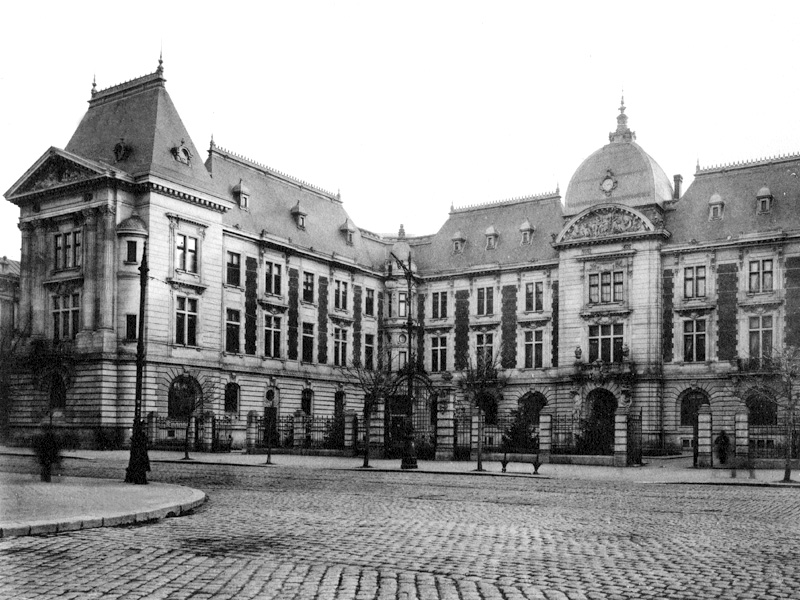
Palatul Ministerului Agriculturii și al Domeniilor Regale, fotografie de Alexandru Antoniu din 1900

Dezamăgirea lui Fleva cu PNL a crescut odată ce Sturdza și miniștrii săi au intervenit în afacerile Bisericii Ortodoxe - destituindu-l pe mitropolitul primat Ghenadie Petrescu. Fleva i-a luat partea lui Ghenadie. Mai ales pentru acest scop, el a înființat cu conservatorii o nouă coaliție antiguvernamentală și a dat o mână la căderea cabinetului Sturdza în noiembrie 1896. În timpul incidentelor, Fleva s-a reunit cu vechiul său prieten Alexandru Macedonski, pe atunci un conservator nonconformist; articolele sale în sprijinul lui Ghenadie au fost publicate de revista politico-literară a lui Macedonski Liga Ortodoxă. De asemenea, la grupul lui Fleva au aderat fostul socialist George A. Scorțescu, care a publicat ziarul Evenimentul și Anton "Toni" Bacalbașa. Forțând pentru întoarcerea la putere, Fleva a căutat să se alinieze la politica externă a regelui. Cu toate acestea, Sturdza a primit promisiuni formale din partea mai multor adversari că Fleva nu va mai avea niciodată o funcție ministerială.
Ulterior, fleviștii parlamentari (descriși de un observator transilvănean ca "domnul Fleva și șapte dintre tovarășii săi") au votat fără tragere de inimă în favoarea unor legi național liberale, dar majoritatea acțiiunilor lor au fost activități împotriva cabinetului Sturdza. În februarie 1898, Fleva a fost singurul parlamentar care a votat împotriva proiectului național de conversie a datoriilor, proiect avansat de ministrul de finanțe Gogu Cantacuzino.  În tandem, a doua fracțiune disidentă, formată în jurul lui Petre S. Aurelian și a ziarului Drapelul "a furat" mai mulți votanți de la PNL. În loc să-i curteze pe fleviști, Sturdza a reușit să-și prelungească puterea prin re-atragerea unora de la Drapelul, inclusiv alți 13 deputați.

### Ministru al Agriculturii
Fracțiunile conservatoare și junimiștii l-au păstrat pe Fleva în tabăra lor, făcându-i făgăduințe mai mult sau mai puțin concrete cu privire la întoarcerea în guvern. În numele lor, Fleva a purtat bătălii stradale cu partidul lui Sturdza și, împreună cu Maiorescu și alții, a înființat un "Comitet de rezistență" (împotriva guvernului Strudza).